# Grottes troglodytiques de Villecroze
Situées sur la commune de Villecroze, dans la barre rocheuse qui limite le village au Nord, dans un parc de 2,5 hectares, les grottes troglodytiques de Villecroze, qui s'étagent sur 5 niveaux, avec ses fenêtres à meneaux, ses meurtrières, ses stalactites qui se sont progressivement transformées en colonnes,... ont été occupées depuis la préhistoire et ont successivement appartenu aux moines bénédictins, au seigneur local qui les a fortifiées et sont propriété communale depuis 1633. 
L'origine de celles-ci remonte à 700 000 ans (fin de la dernière période glaciaire). Elles ont d'abord été creusés et façonnées par l'eau s'infiltrant dans le cœur de la falaise de tuf, puis aménagées.

## Le parc et la cascade
Outre une cascade, avec une chute d'eau de 35 mètres de hauteur avec un passage derrière celle-ci, le parc arboré au pied au pied de la falaise en tuf (verger ; terrasse en terre-plein ; bassin ; roseraie ; court de tennis ; canal d'irrigation ; tonnelle ; escalier indépendant), créé en 1920 par un citoyen d'origine américaine. 
Elle abrite de nombreuses essences méditerranéennes ou introduites depuis 1950 : 
- cèdre, chêne vert, cyprès cierge, figuier, laurier cerise, magnolia, olivier, palmier, pin d'Alep, pin sylvestre, plaqueminier (kaki),
- une riche végétation  basse : glycine, Laurier-rose, pergola de rosiers et plante grimpante sarmenteuse, pivoine de 80 ans, spirée...
- ainsi que de nombreux topiaires.

Les deux œuvres qui agrémentent le parc sont de l'artiste Dracénois Beppo, pseudonyme de Jean Laugier. 
Un ruisseau agrémente la partie paysagère en parcourant les pelouses et les massifs,. 
Les restanques et une zone boisée conduisent le visiteur jusqu'au grottes troglodytes.

## Les grottes

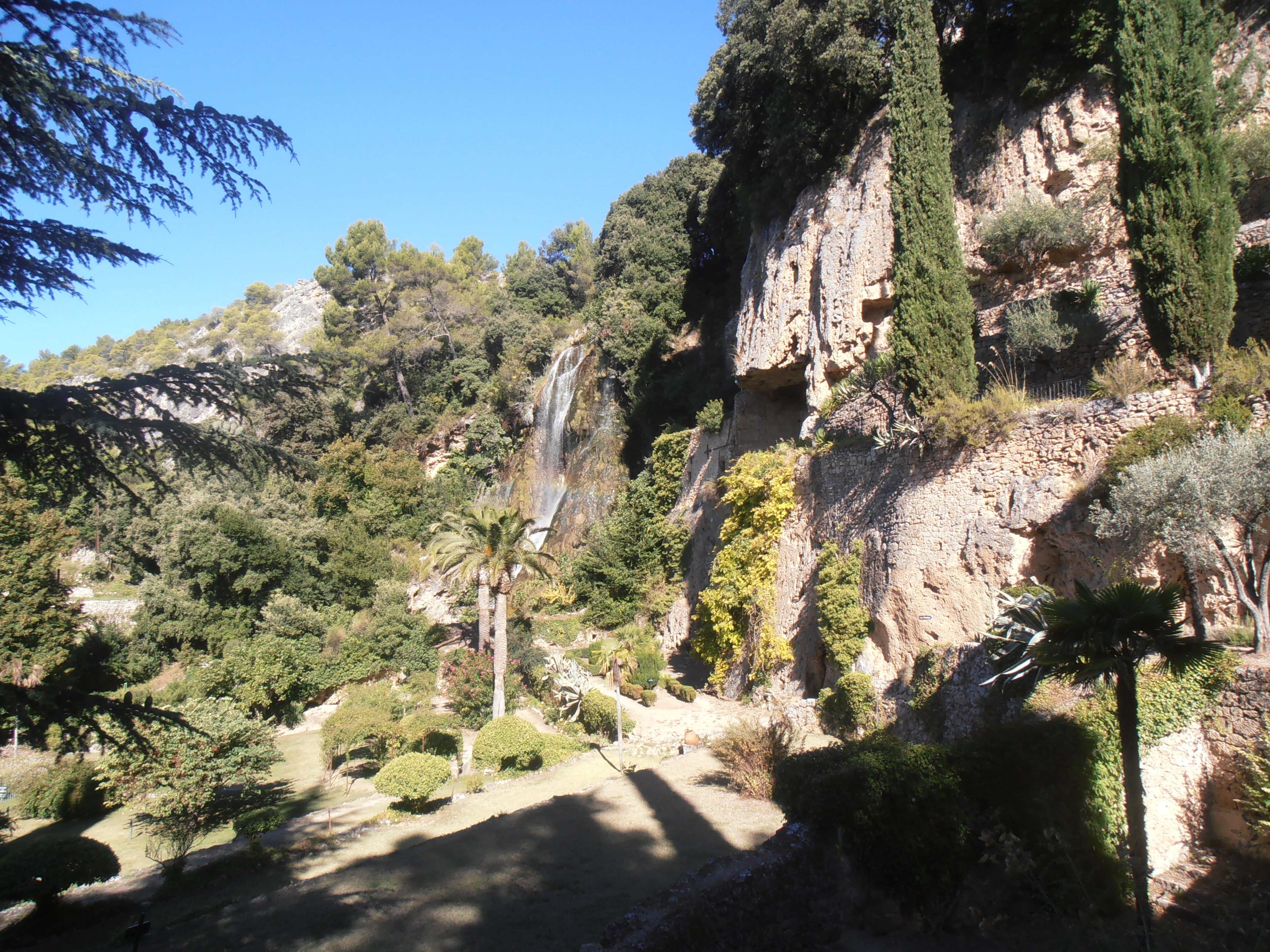
La cascade dans un paysage végétal.
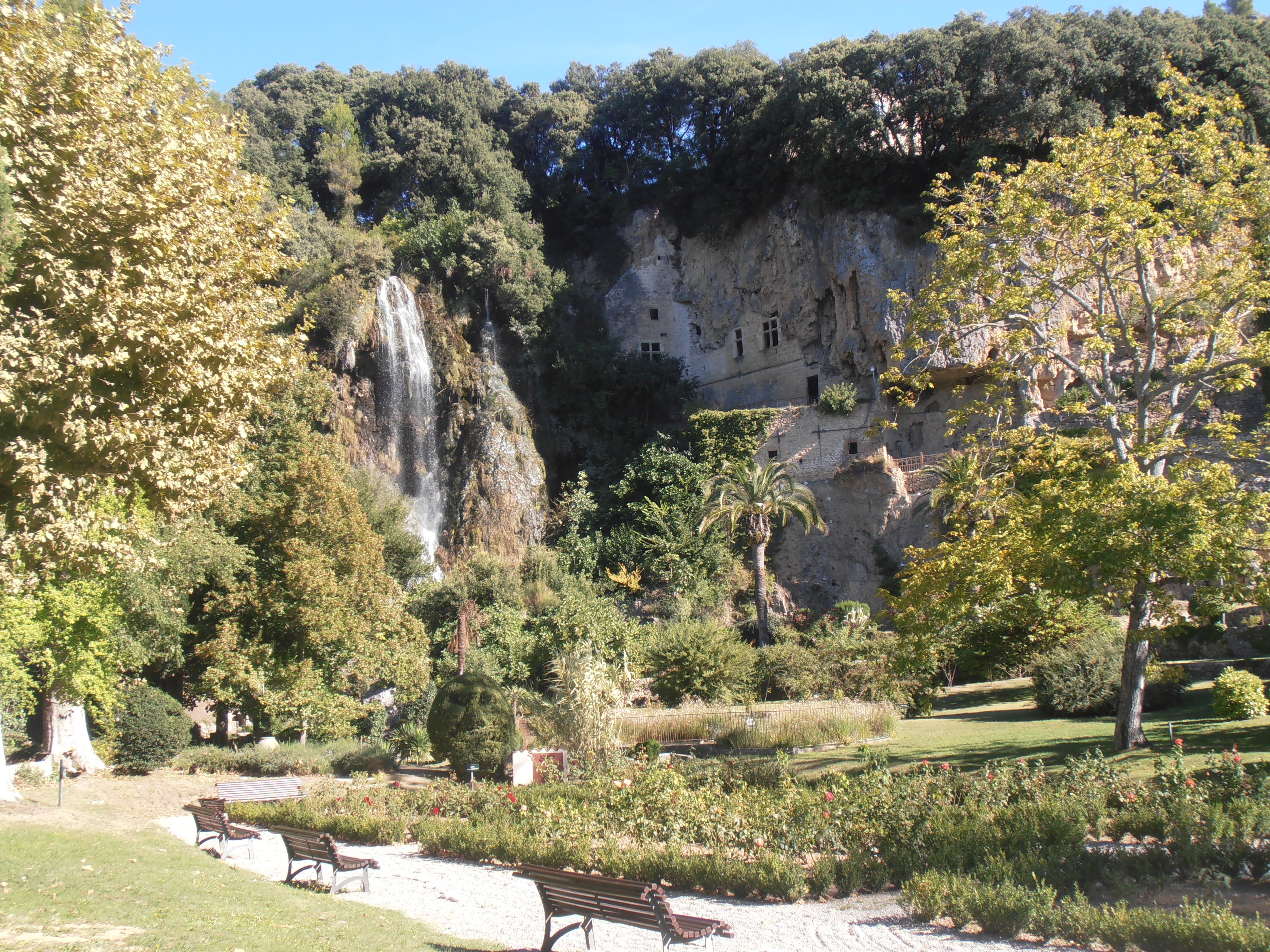
La cascade et le parc.
Vue panoramique du parc, des grottes troglodytiques et de la cascade.
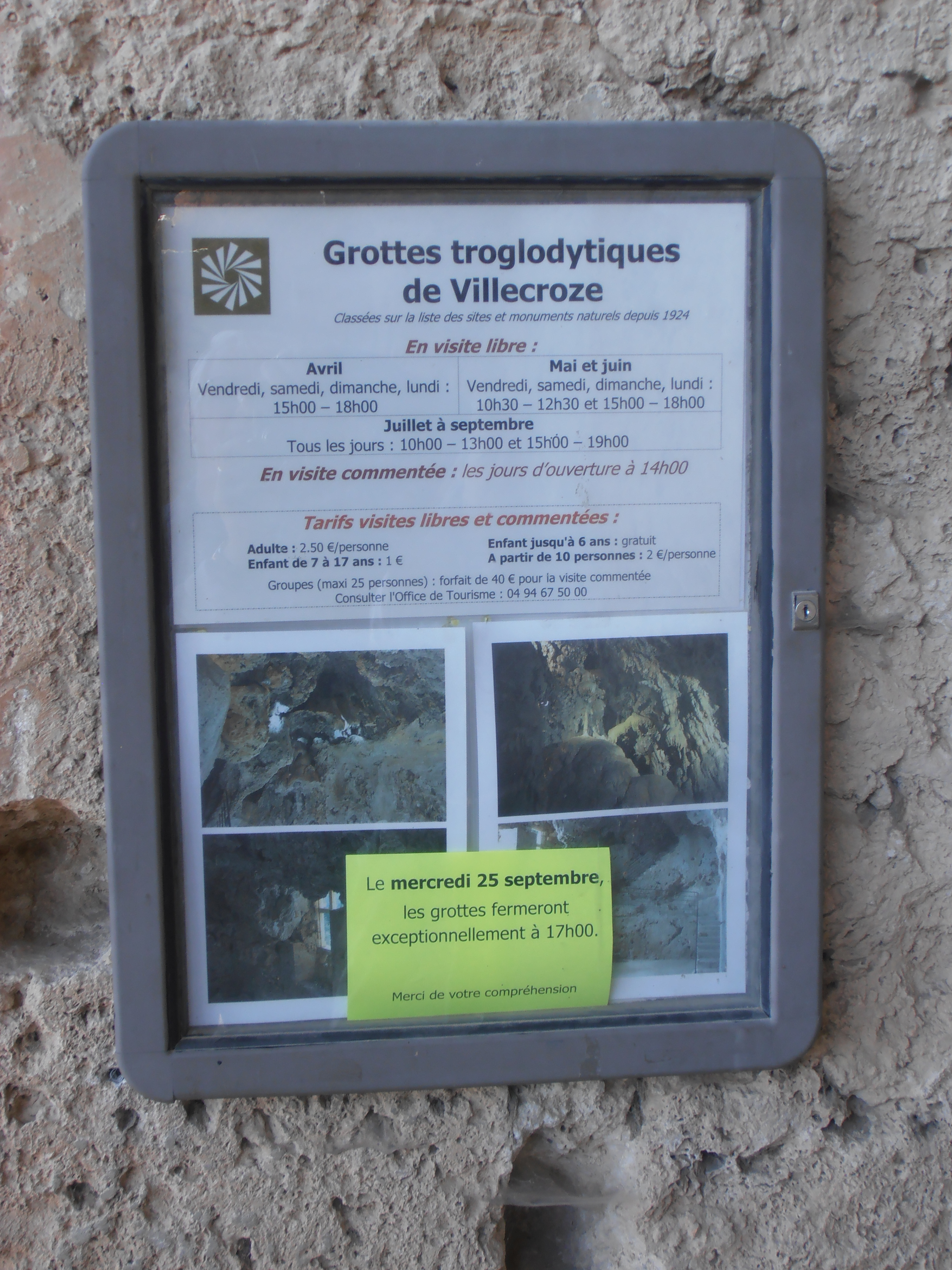
Le panneau signalétique.

Les grottes, habitat troglodytique, appartenaient aux moines bénédictins de l'abbaye Saint-Victor de Marseille qui possédaient un prieuré alors installé à proximité de la chapelle Saint-Victor. Les grottes, encore dans leur état naturel, servaient alors de refuge pour les protéger des Sarrasins au Xe siècle.
À la suite d'un échange de ces grottes avec le seigneur de Gémenos, Nicolas d'Albertas, celui-ci entreprit en 1566, des travaux afin de fortifier et d'aménager le site. Ce qui explique les pièces à vivre aménagées dans le tuf, fenêtres à meneaux, meurtrières...
En 1633, elles ont été cédées à la commune et en sont encore aujourd'hui sa propriété. Alliant l'histoire et la géologie, véritable monument naturel et pittoresque, elles ont été classées par arrêté du 23 avril 1924 au titre des Sites et monuments naturels à caractère artistique (protection devenue « Loi du 2 mai 1930 ayant pour objet de réorganiser la protection des monuments naturels et des sites de caractère artistique, historique, scientifique, légendaire ou pittoresque », élargissant les notions définies par la loi de 1913 relative aux monuments historiques).
La commune a demandé son adhésion à l'ANECAT (Association nationale des exploitants de cavernes aménagées pour le tourisme) pour améliorer l'exploitation de ces grottes qui se visitent d'avril à octobre.